# St. Magdalenen (Undeloh)

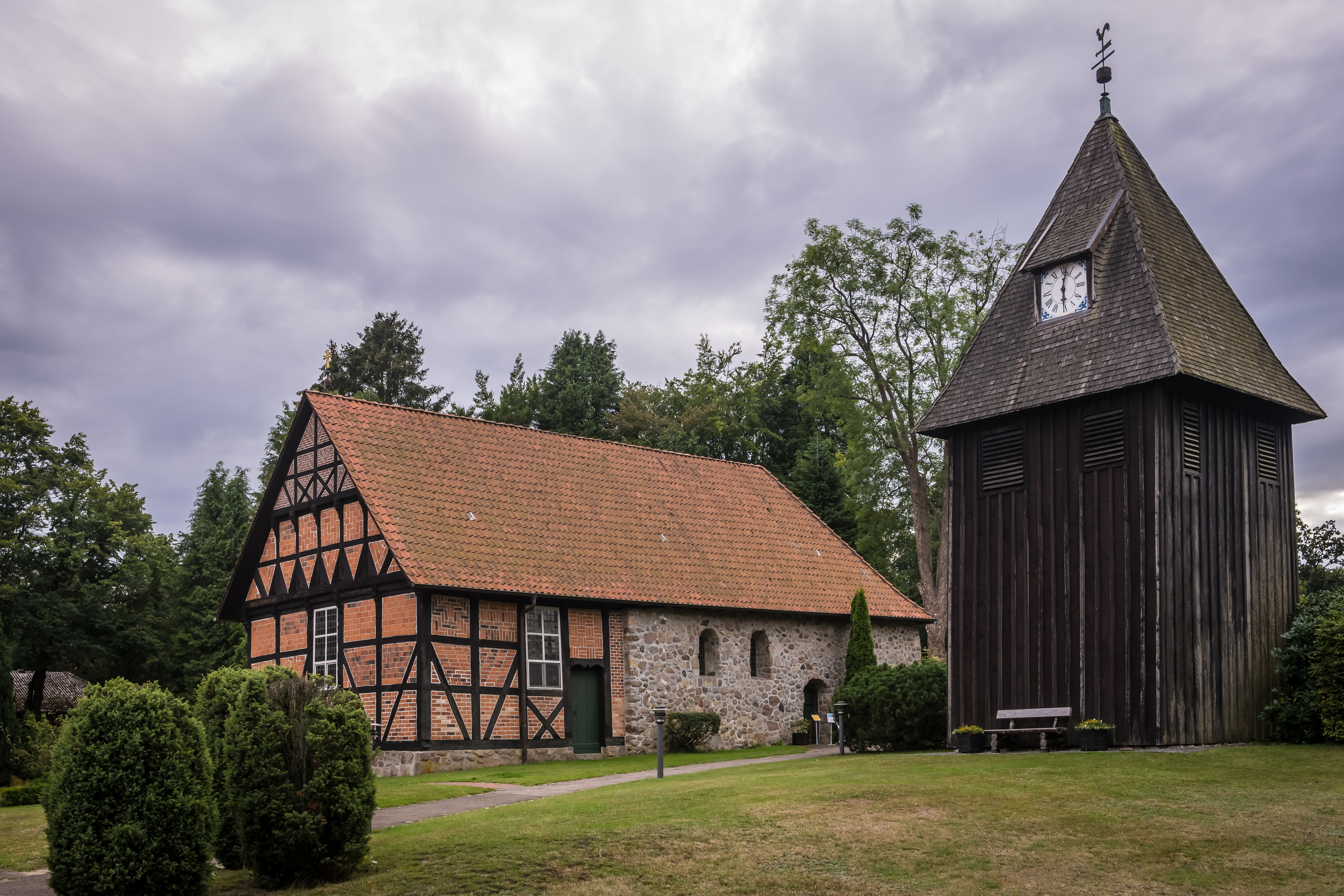
St. Magdalenen

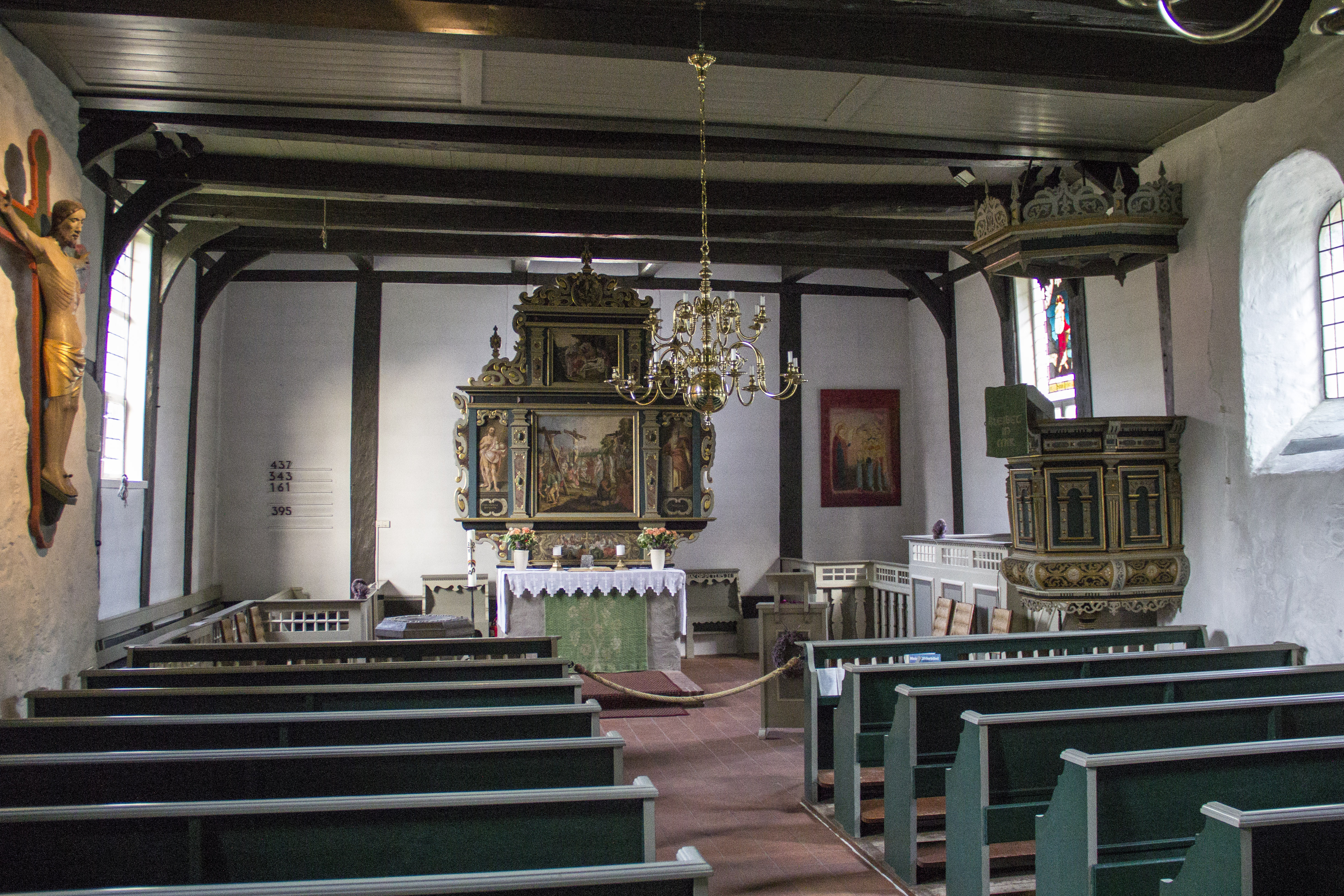
Innenansicht

Die evangelisch-lutherische denkmalgeschützte Kirche St. Magdalenen steht in Undeloh, einer Gemeinde im Landkreis Harburg in Niedersachsen. Die Kirchengemeinde gehört zum Kirchenkreis Winsen (Luhe) im Sprengel Lüneburg der  Evangelisch-lutherischen Landeskirche Hannovers.

## Beschreibung
Die Kirche wurde erstmals 1198 genannt. Im Westen steht der älteste Teil der mit einem Satteldach aus Dachziegeln bedeckten Saalkirche aus Bruchsteinen mit kleinen Bogenfenstern. Nachdem der romanische Chor im Osten eingestürzt war, ist er 1644 aus Holzfachwerk, ausgefacht mit Backsteinen, erneuert worden. Abseits im Norden steht ein hölzerner, quadratischer, mit einem Pyramidendach aus Schindeln bedeckter Glockenstuhl, in dem drei Kirchenglocken hängen. Die älteste Glocke wurde 1490, eine kleine Glocke 1508 und die jüngste Glocke 1974 gegossen.
Der Innenraum ist mit einer Holzbalkendecke überspannt. Zur Kirchenausstattung gehört ein mit Knorpelwerk dekoriertes Altarretabel von 1656 mit mehreren Gemälden. In der Predella wird das Abendmahl, im Zentrum wird der Kalvarienberg, seitlich werden Johannes der Täufer und Moses, darüber werden die Grablegung und die Auferstehung dargestellt. Die Kanzel stammt vom Ende des 16., das Kruzifix im Viernageltypus aus der Mitte des 14., eine Statuette eines Heiligen vom Ende des 15. Jahrhunderts.
Die Orgel mit zehn Registern, verteilt auf zwei Manuale und Pedal, wurde von der Michael Becker Orgelbau 1961 gebaut und 1989 restauriert.
In den Sommermonaten finden hier Konzerte statt.